# Montluel
Montluel es una comuna francesa situada en el departamento de Ain, de la región de Auvernia-Ródano-Alpes.
Incluye la comuna asociada de Cordieux (527 hab. en 2014), que le fue incorporada en 1973. 

## Demografía
| 2 429 | 2 489 | 2 895 | 3 528 | 4 604 | 5 450 | 5 954 | 6 454 | 6 505 | 7 112 | 7 074 | 6 964 |
| Para los censos de 1962 a 1999 la población legal corresponde a la población sin duplicidades (Fuente: INSEE [Consultar]) |       |       |       |       |       |       |       |       |       |       |       |